# إلشولتزية مهدبة
الإلشولتزية المهدبة أو بلسم الفيتنام أو بلسم فيتنامي (الاسم العلمي: Elsholtzia ciliata) هي نوع من النباتات يتبع جنس الإلشولتزية من الفصيلة الشفوية.
الإلشولتزية المهدبة، المعروفة باسم بلسم الفيتنامية هي من مواليد الحشائش إلى آسيا ، وتنمو في بعض الأحيان على أنها نباتات الزينة.
هذه النبتة هي عشبة منتصبة تنمو حتى يصبح طولها حوالي 60 سم في الارتفاع .أوراق طويلة ، عبارة عن سيقان ومسننة، وتستطيع الوصول إلى 2-8،5 سم طولا و0،8 حتي 2،5 سم في العرض. في شكل بيضوي أو ورقي عادي ، مع غدة منقطة بالأسفل .تصبح أزهارا ذات لون أرجواني زاهر على شكل سنابل مسطحة في شهر سبتمبر وأكتوبر. وتنتشر البذور بداخلها.
النبتة موطنها بآسيا ،إلا أن المدى الدقيق لمجموعتها الأصلية غير واضح.واليوم وجدت في جميع أنحاء نيبال على ارتفاعات 1500-3400 م. انها وجدت في مكان آخر، بما في ذلك مناطق كثيرة من الهند وشرق آسيا وأوروبا.في العصر الحديث فقد أصبحت مشهورة كنباتات الزينة، على الرغم من أنها دخلت الأمريكتين باعتبارها أعشابا في عام 1889.انها تفضل التربة الرطبة ، وينمو في الغالب على المنحدرات الصخرية المكشوفة والمفتوحة الأخرى، والمناطق جشاء
الإلشولتزية المهدبة لها استخدامات ثقافية كثيرة.البذور أحيانا تسحق وتستعمل كنكهات للطعام .. بالإضافة إلى ذلك فهي شائعة في الطب التقليدي ، كطارد للريح وقابض. يتم استخدامها في المطبخ الفيتنامي، حيث تتم تسميتها براو كينه فو. الإلشولتزية المهدبة تمنع الخلايا البدينة بوساطة حساسية ردود الفعل الالتهابية.

## معرض صور

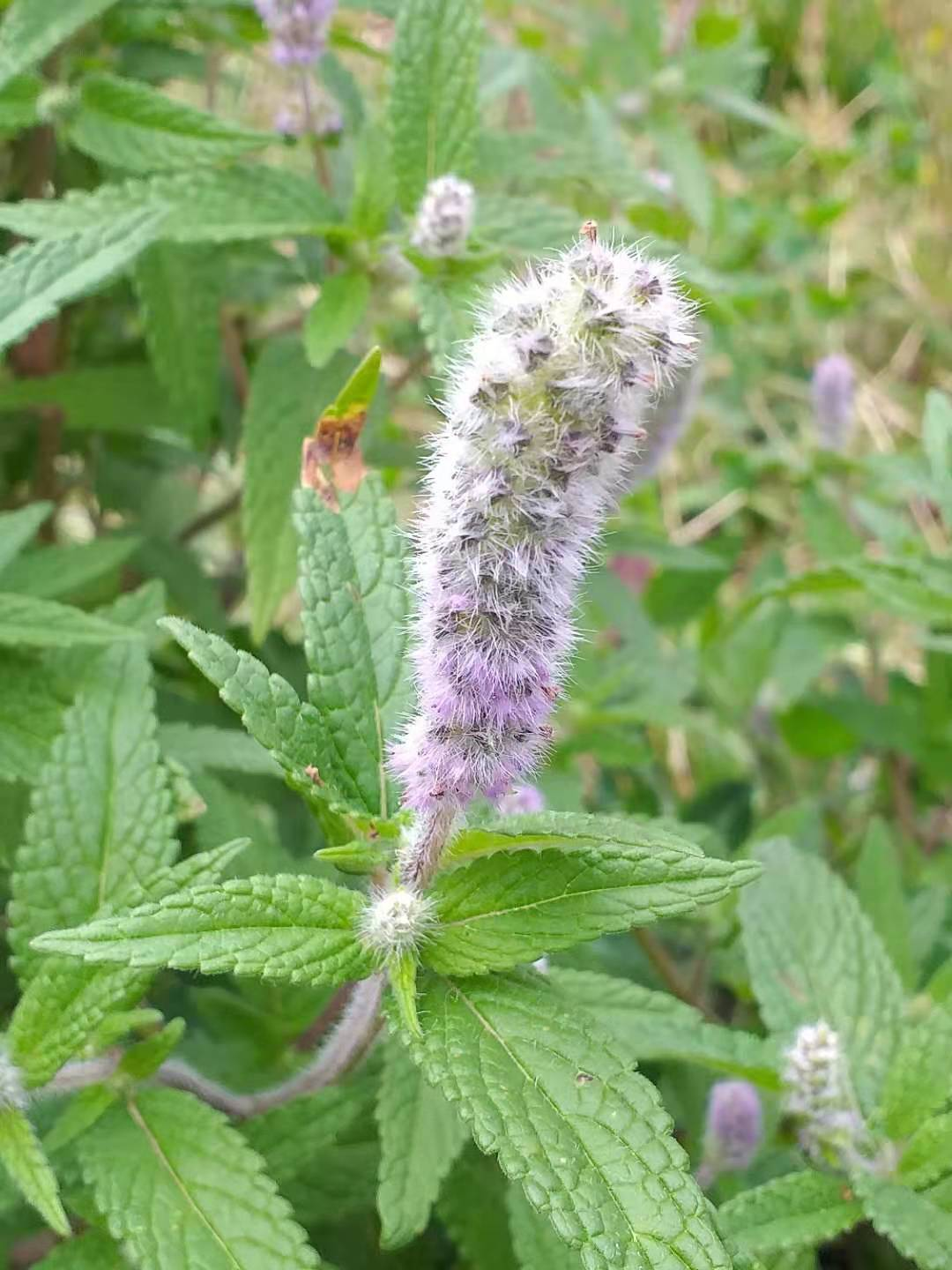